# Saint-Pierre-des-Landes
Saint-Pierre-des-Landes település Franciaországban, Mayenne megyében. Lakosainak száma 927 fő (2022. január 1.). Saint-Pierre-des-Landes La Pellerine, Ernée, Juvigné, Larchamp és Luitré-Dompierre községekkel határos.

## Népesség
A település népessége az elmúlt években az alábbi módon változott:
| Lakosok száma | 1232 | 1011 | 979  | 964  | 941  | 955  | 928  | 922  | 923  | 927  |
|               | 1968 | 1982 | 1990 | 2006 | 2013 | 2015 | 2017 | 2019 | 2020 | 2022 |